# Осухув (Жирардовський повіт)
Осухув (пол. Osuchów) — село в Польщі, у гміні Мщонув Жирардовського повіту Мазовецького воєводства.
Населення — 366 осіб (2011).
У 1975-1998 роках село належало до Скерневицького воєводства.

## Демографія
Демографічна структура станом на 31 березня 2011 року:
|          | Загалом | Допрацездатний вік | Працездатний вік | Постпрацездатний вік |
| -------- | ------- | ------------------ | ---------------- | -------------------- |
| Чоловіки | 186     | 48                 | 122              | 16                   |
| Жінки    | 180     | 38                 | 102              | 40                   |
| Разом    | 366     | 86                 | 224              | 56                   |